# Serrocytherura
Serrocytherura is een geslacht van kreeftachtigen uit de klasse van de Ostracoda (mosselkreeftjes).

## Soort
- Serrocytherura panamaensis Ishizaki & Gunther, 1974